# Changes One
Changes One è un album di Charles Mingus pubblicato nel 1975.

## Tracce
Tutti i brani sono stati composti da Charles Mingus, eccetto dove indicato.
1. Remember Rockefeller at Attica – 5:56
2. Sue's Changes – 17:04
3. Devil Blues – 9:24 (George Adams, Clarence "Gatemouth" Brown, Mingus)
4. Duke Ellington's Sound of Love – 12:04

## Formazione
- Jack Walrath – tromba
- George Adams – sassofono tenore
- Don Pullen – piano
- Charles Mingus – contrabbasso
- Dannie Richmond – percussioni

## Personale tecnico
- İlhan Mimaroğlu – Produttore
- Nesuhi Ertegün – Produttore esecutivo
- Gene Paul – Ingegnere del suono